# Frank Conner (Leichtathlet)

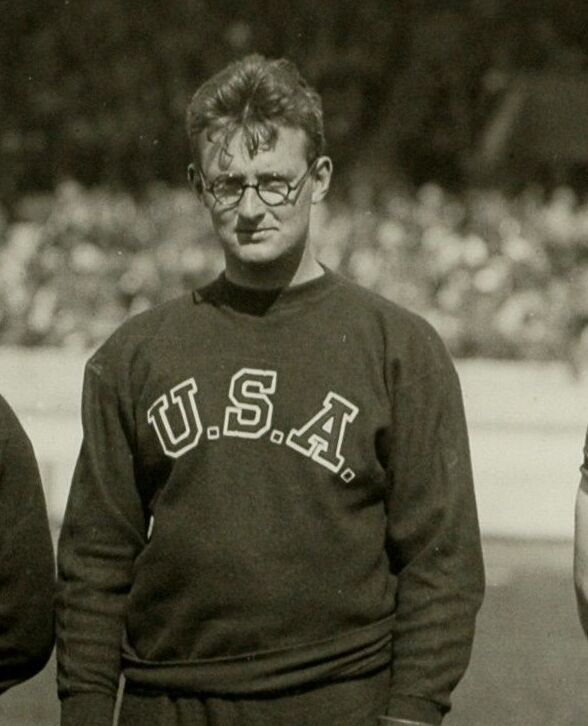
Frank Conner (1928)

Frank Conner (Frank Norris Conner; * 6. Oktober 1908 in Exeter, New Hampshire; † 22. Juni 1944) war ein US-amerikanischer Hammerwerfer.

## Karriere
1928 qualifizierte er sich als Vierter der US-Meisterschaften für die Olympischen Spiele in Amsterdam, bei denen er Sechster wurde.
1932 wurde er US-Meister. Bei den Olympischen Spielen in Los Angeles gelang ihm jedoch kein gültiger Versuch.
Seine persönliche Bestleistung von 54,22 m stellte er am 31. Mai 1930 in Cambridge auf.